# Łazęga
Łazęga – lewobrzeżny dopływ Czechówki, ciek piątego rzędu o długości 4,2 km. Początek bierze na łąkach we wsi Płouszowice (gmina Jastków) na wysokości 210,7 m n.p.m. Do Czechówki uchodzi w Dąbrowicy w rejonie ruin pałacu Firlejów na wysokości 192 m n.p.m. Powierzchni dorzecza to zaledwie 12,3 km², rzeka odwadnia niewielki fragment środkowo-zachodniej części Płaskowyżu Nałęczowskiego. Górny odcinek głównej doliny ma generalnie przebieg SSW-NNE i nie ma odpływu powierzchniowego. Strefa źródliskowa cieku zlokalizowana jest w środkowym odcinku doliny i jest to miejsce, w którym dolina zmienia kierunek na subrównoleżnikowy.
Ze względu na występowanie żyznych gleb nalessowych i bliskie sąsiedztwo Lublina dorzecze Łazęgi w całości zajęte jest przez grunty rolne - pola i sady (wierzchowiny i zbocza) oraz tereny łąkowe (dno doliny). Nieużytki występują jedynie na stromych krótkich stokach suchych dolinek rozcinających lessowe zbocza.
Lokalnie w Dąbrowicy, ciek ten nazywany jest Czechówką, zaś Czechówka Łazęgą, tak też jest podpisany na mapach topograficznych. Ze względów na parametry hydrograficzne (wielkość powierzchni zlewni i przepływ w korycie) rzeka ta powinna być uznawana za  Łazęgę, dopływ Czechówki.
W odcinku ujściowym w Dąbrowicy, u podnóża lessowego zbocza zlokalizowane są szereg niewielkich wypływów szczelinowych lokalnie nazywanych jako "Źródło Dąbrowiczanka".